# Норденскјолдов велики пингвин
Норденскјолдов велики пингвин (лат. Anthropornis nordenskjoeldi) је изумрла врста пингвина која је живјела прије 45-37 милиона година, током касног еоцена и раног олигоцена. Припадници ове врсте су могли нарасти до 1,7 метара висине и до 90 килограма тежине (највећа данашња врста пингвина, царски пингвин, може бити висок до 1,2 m). Фосили ове врсте су пронађени на Сејморовом острву уз обале Антарктика и на Новом Зеланду.
Није сигурно да ова врста спада у ред пингвина. У бази података „Авибејз“, Норденскјолдов велики пингвин је сврстан у фамилију Mesitornithidae, у оквиру реда Gruiformes.

## Утицај на културу
Велики слијепи албино пингвини из романа Хауарда Филипса Лавкрафта У планинама лудила из 1931. године, високи преко 1,8 метара (шест стопа), представљају измишљене потомке Норденскјолдовог великог пингвина који живе у пећинама.